# Grand Canyon Rapids
Grand Canyon Rapids és una atracció aquàtica del tipus ràpids de PortAventura Park, situat a Salou i Vilaseca. Està ambientada en el Gran Canyó del Colorado, emulant una antiga mina del llunyà Oest.

## Inicis
L'atracció va ser oberta al públic el dia de l'obertura del parc, l'1 de maig de 1995.

## Descripció

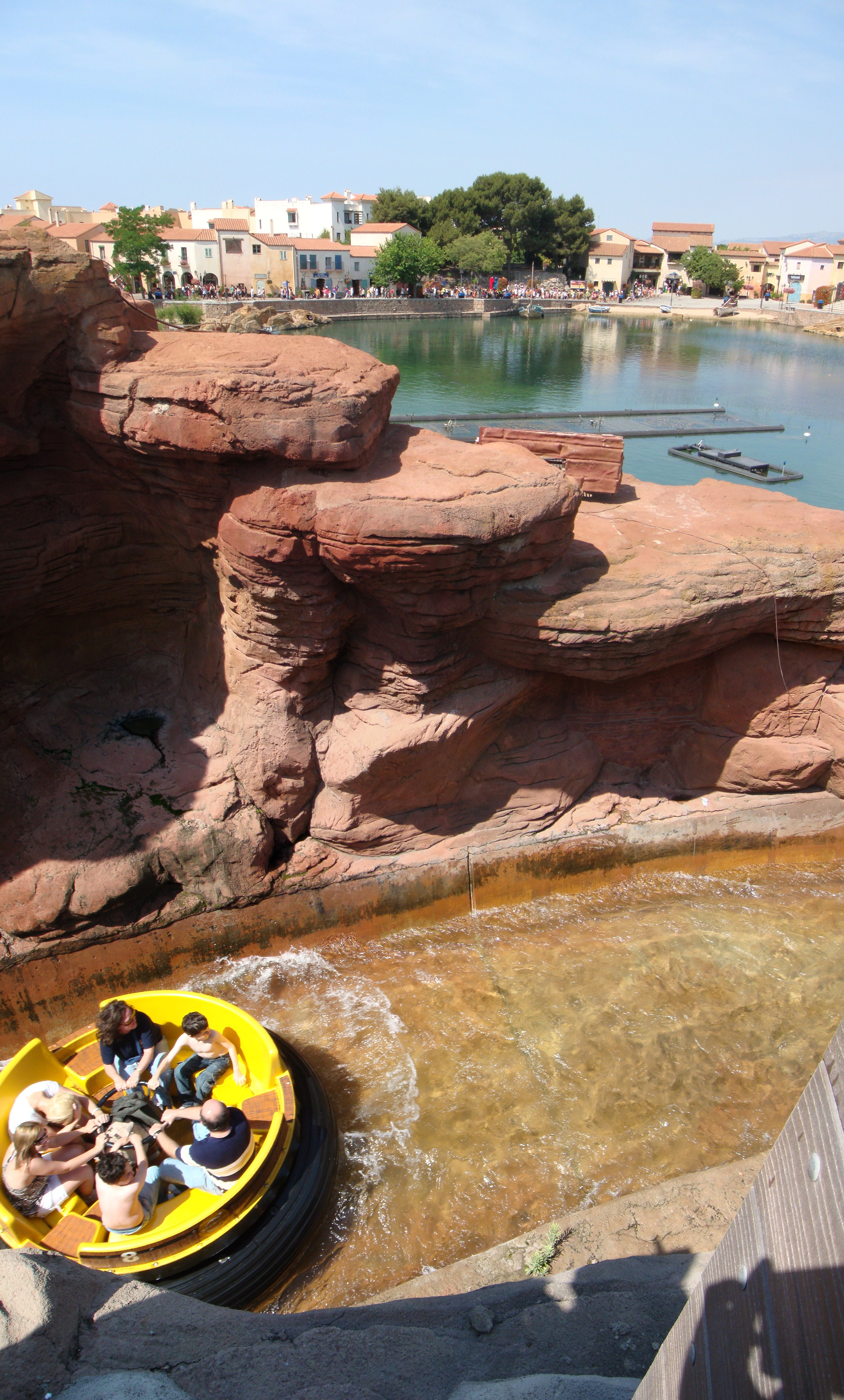
Mirador de l'atracció amb vista a l'àrea de la Mediterrània.

Consta d'una sèrie de flotadors pneumàtics amb capacitat per a 9 persones que avancen per un canal d'aigua que va sortejant diverses zones on l'aigua fa ones i girs a diferent velocitat. Existeixen elements en el recorregut com a cascades i dolls d'aigua que vénen de pistoles d'aigua o una canonada trencada.
Els Grand Canyon Rapids disposa de Photo Ride i botiga pròpia (Grand Canyon Shop).

## Argument
Cap ésser humà havia pogut descendir per les goles del Grand Canyon Rapids i sortir amb vida de l'experiència. Aquest bell fil de plata que s'albira des de les immenses roques ataronjades constituïa un parany mortal. La llegenda assegurava que el llit del riu estava ple de grans llavors d'or. Les tribus índies explicaven tremendes històries del terrible final que havien tingut moltes expedicions que havien intentat el descens del Canyó. El 24 de maig de 1869, el comandant Jhon Wesley Powell amb vuit homes i quatre barcasses va iniciar l'aventura del descens des de la ciutat de Green River. A la fi, el gegant havia estat dominat per l'home. Avui et toca a tu fer-ho als afores de Penitence, en els ràpids més divertits de PortAventura Park.

## Tematització
La tematització de la cua es basa simplement en la teulada on trobem totes les eines que s'utilitzen en les famoses mines d'or, que es van descobrir per la zona durant la febre de l'or. El recorregut transcorre per dins d'una recreació d'un canyó amb nombrosos ponts i cascades tematitzades amb elements d'aquestes mines. La zona del Grand Canyon Rapids del Far West, reprodueix una zona minera amb tot detall.

## Recorregut
El circuit va perdent altura lentament i serpentejant. Es comença amb una corba tancada a l'esquerra, després una molt àmplia a la dreta sota almenys tres ponts, després una xicana esquerra-dreta. Una recta i després d'aquesta una corba a la dreta que després d'una altra recta retorna als passatgers a l'estació de càrrega. Són uns 465 metres.

## Fitxa

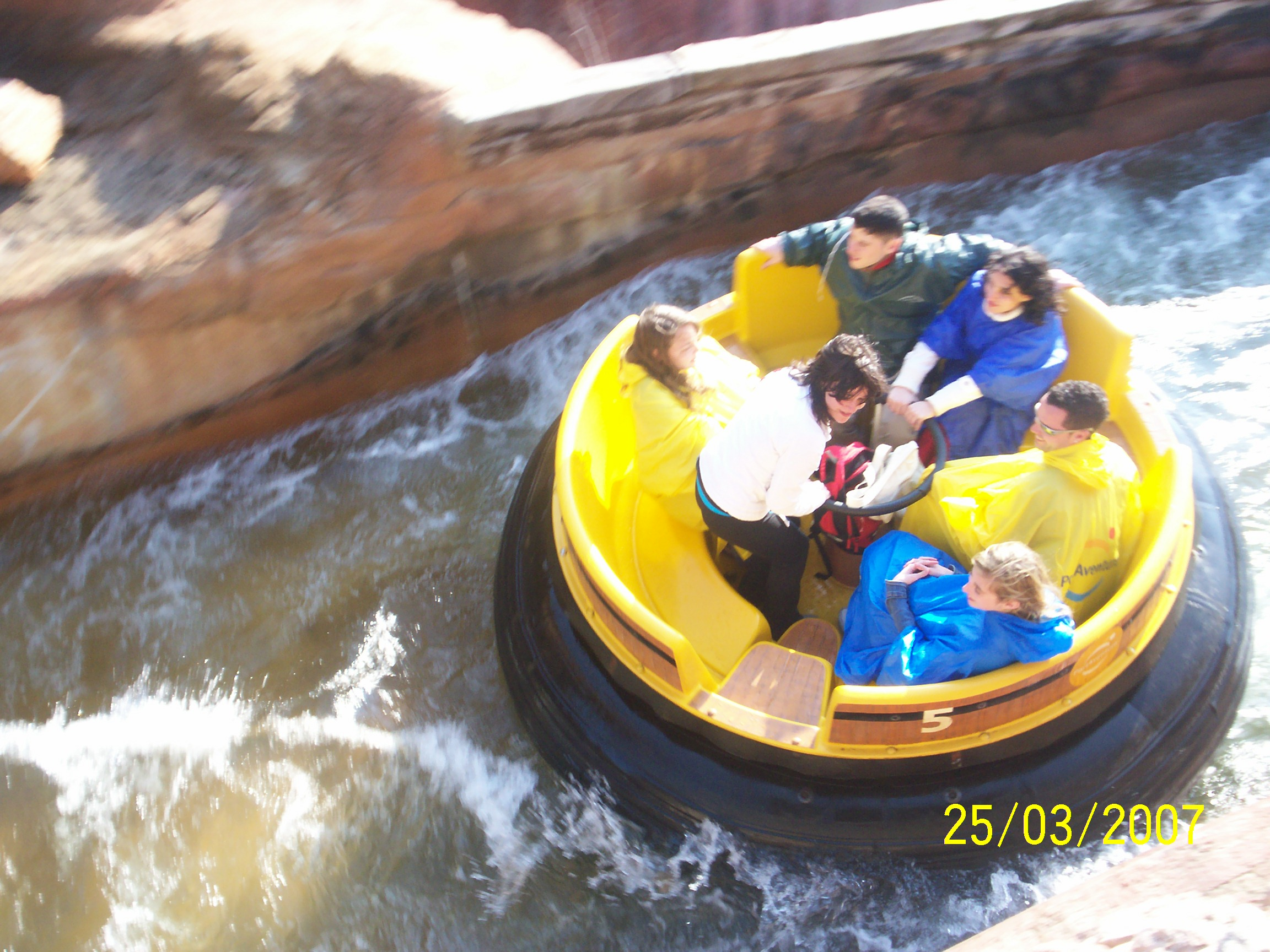
Foto durant el recorregut, des d'un mirador.

| Data d'inauguració              | 2 de maig de 1995                                    |
| Zona del Parc                   | Far West                                             |
| Tipus                           | Ràpids                                               |
| Disseny                         | Intamin AG                                           |
| Estat actual                    | Oberta                                               |
| Longitud del recorregut         | 465 m                                                |
| Durada del recorregut           | 3 minuts                                             |
| Velocitat màxima                | 15 km/h                                              |
| Núm. màxim de dònuts simultanis | -                                                    |
| Capacitat per dònut             | 9 (3×3)                                              |
| Volum de passatgers             | - persones/hora                                      |
| Foto/Vídeo On Ride              | Sí / No                                              |
| Servei de Cua Express           | Sí                                                   |
| Altura Mín. i Màx               | 1,1 m / No (fins a 1,3 m han d'anar acompanyats)/ -  |
| Accés amb mobilitat reduïda     | No                                                   |
| Cost                            | 1.000.000 de €                                       |
| Geolocalització                 | 41° 05′ 12″ N, 1° 09′ 24″ E / 41.086779°N,1.156534°E |

## Galeria de fotos

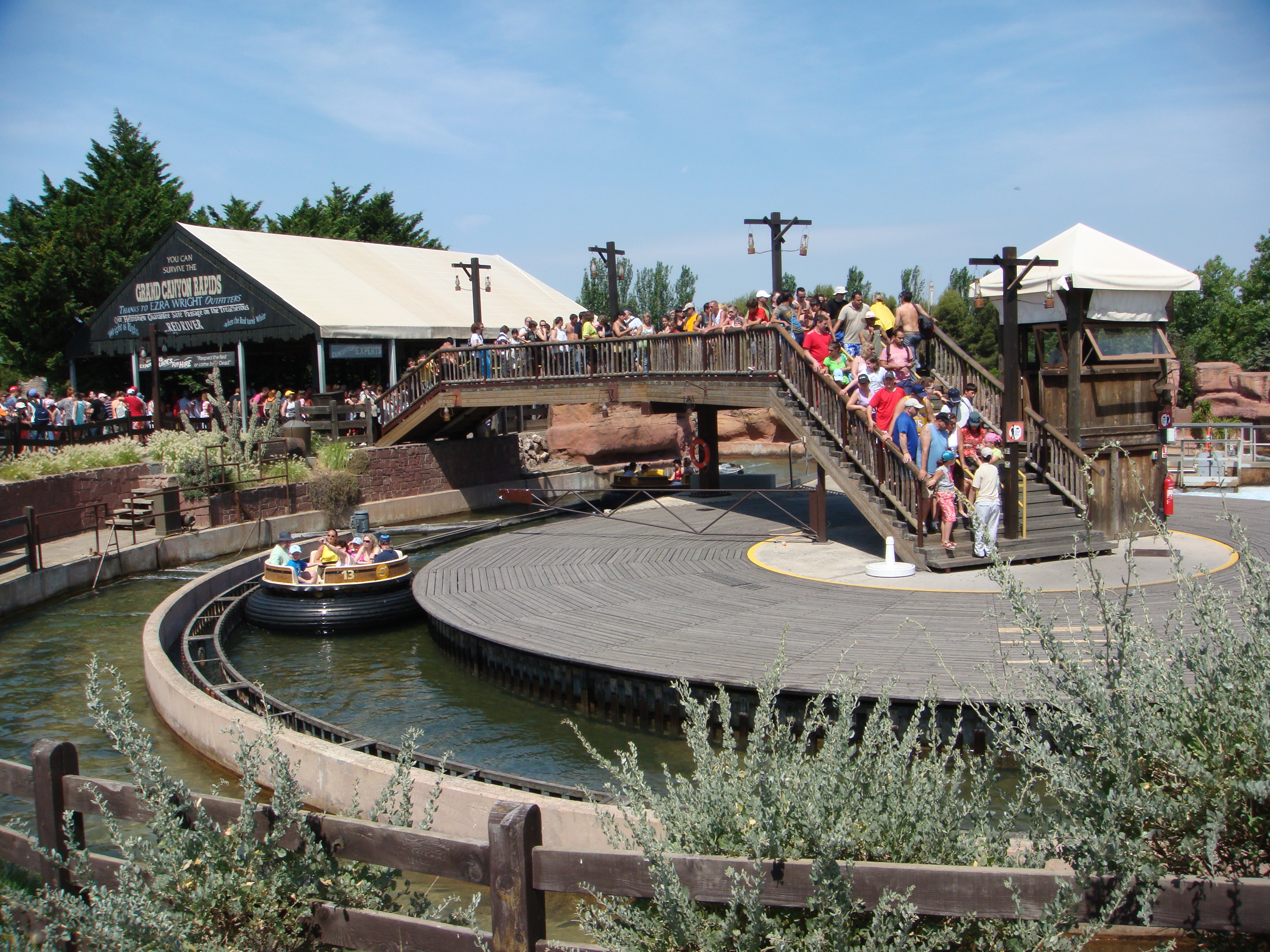
Càrrega i descàrrega de passatgers

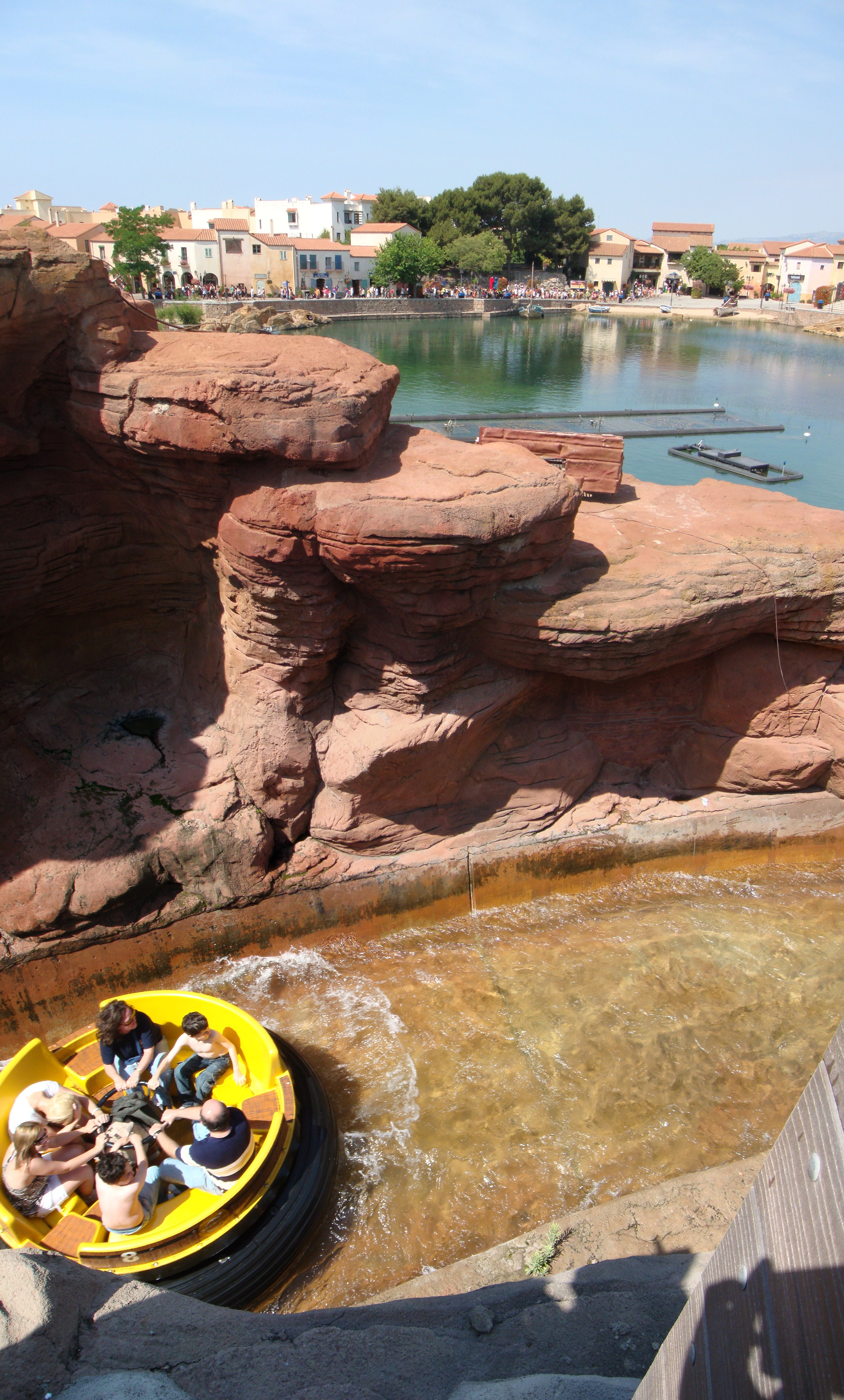
Vista del recorregut amb el llac de la mediterrània al fons.
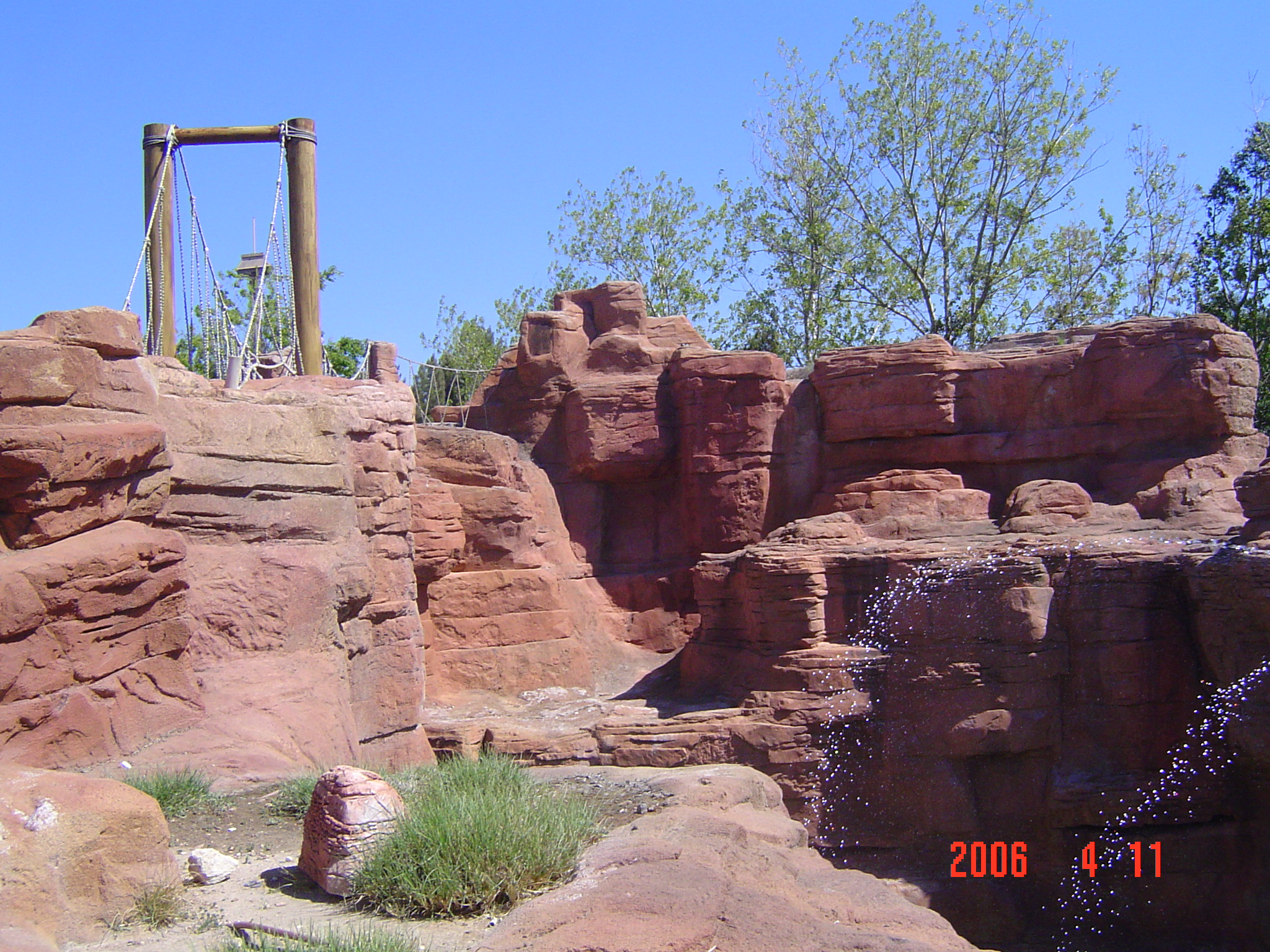
Part superior del canyó pel que van els dònuts.
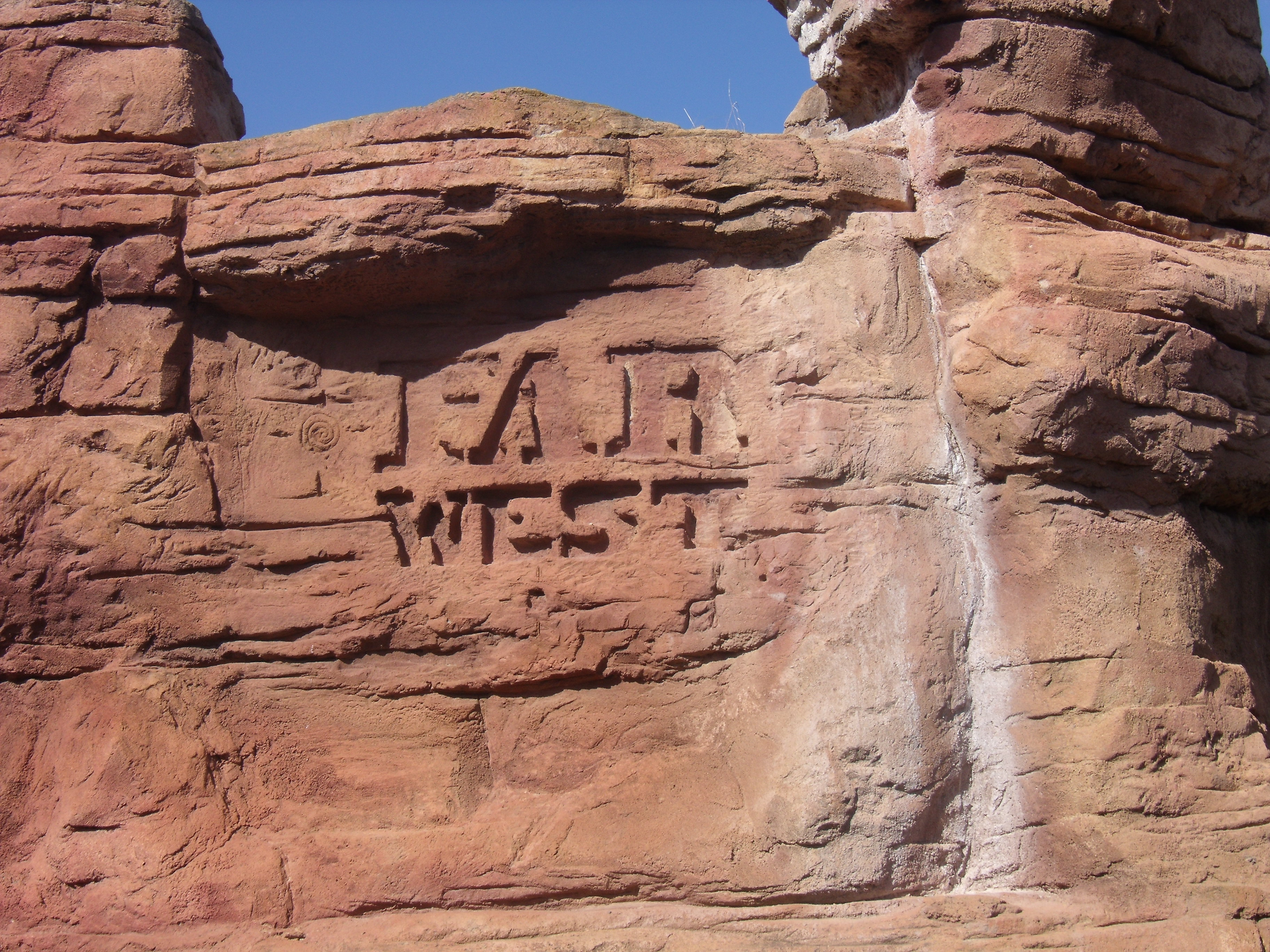
Decoració del Far West al canyó de l'atracció.
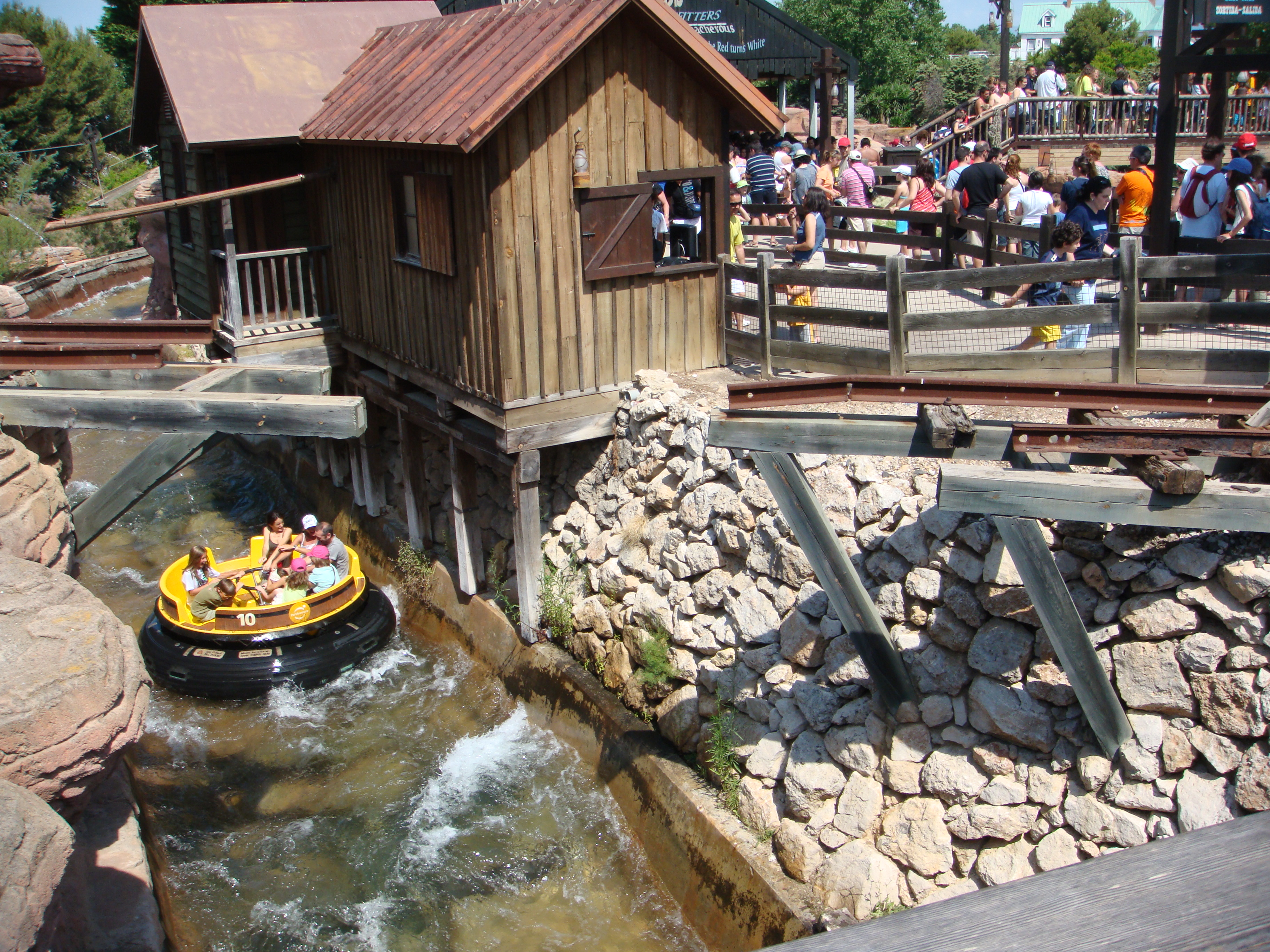
Vista des del pont.
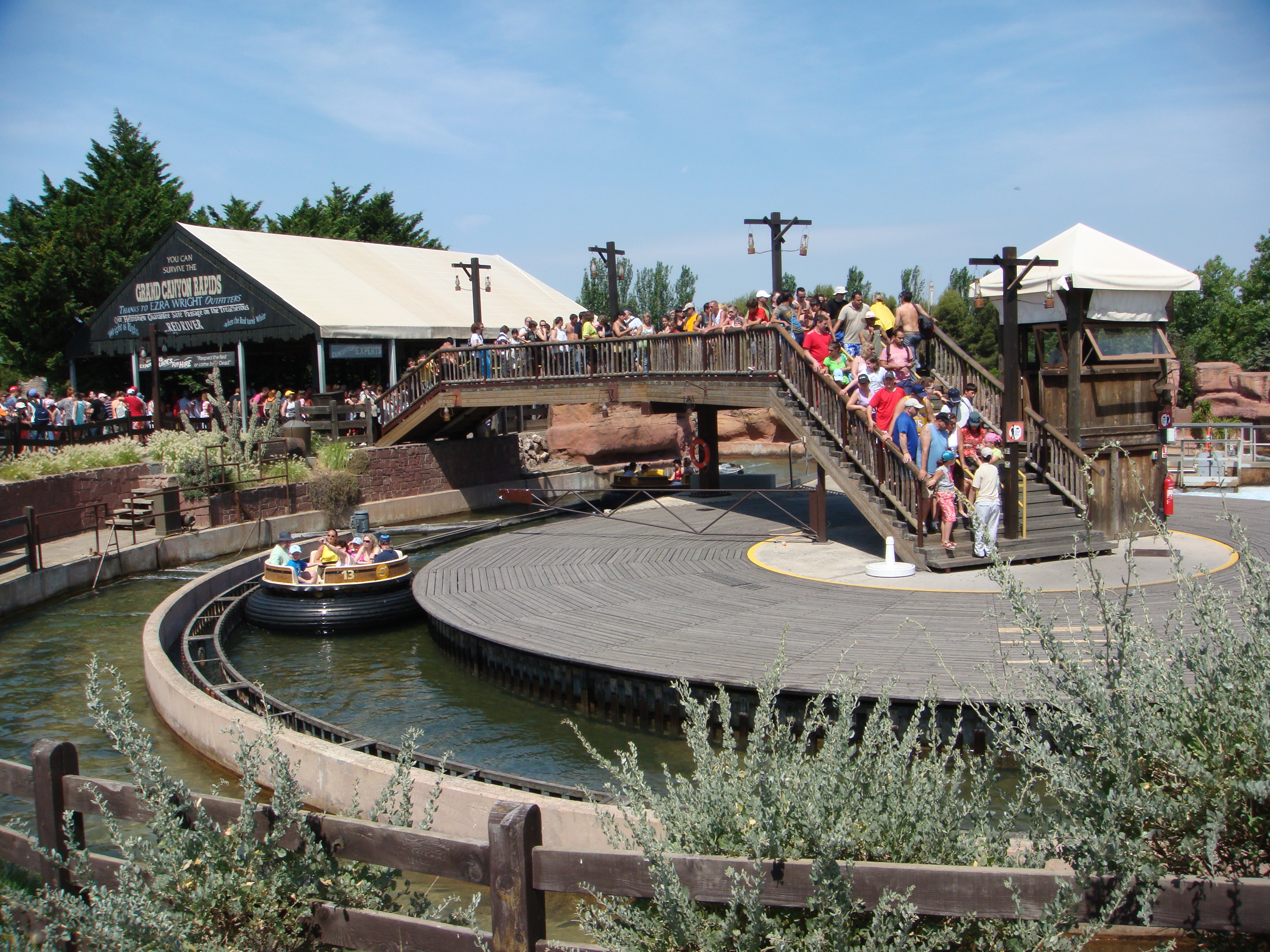
Sistema de càrrega i llançament de l'atracció.
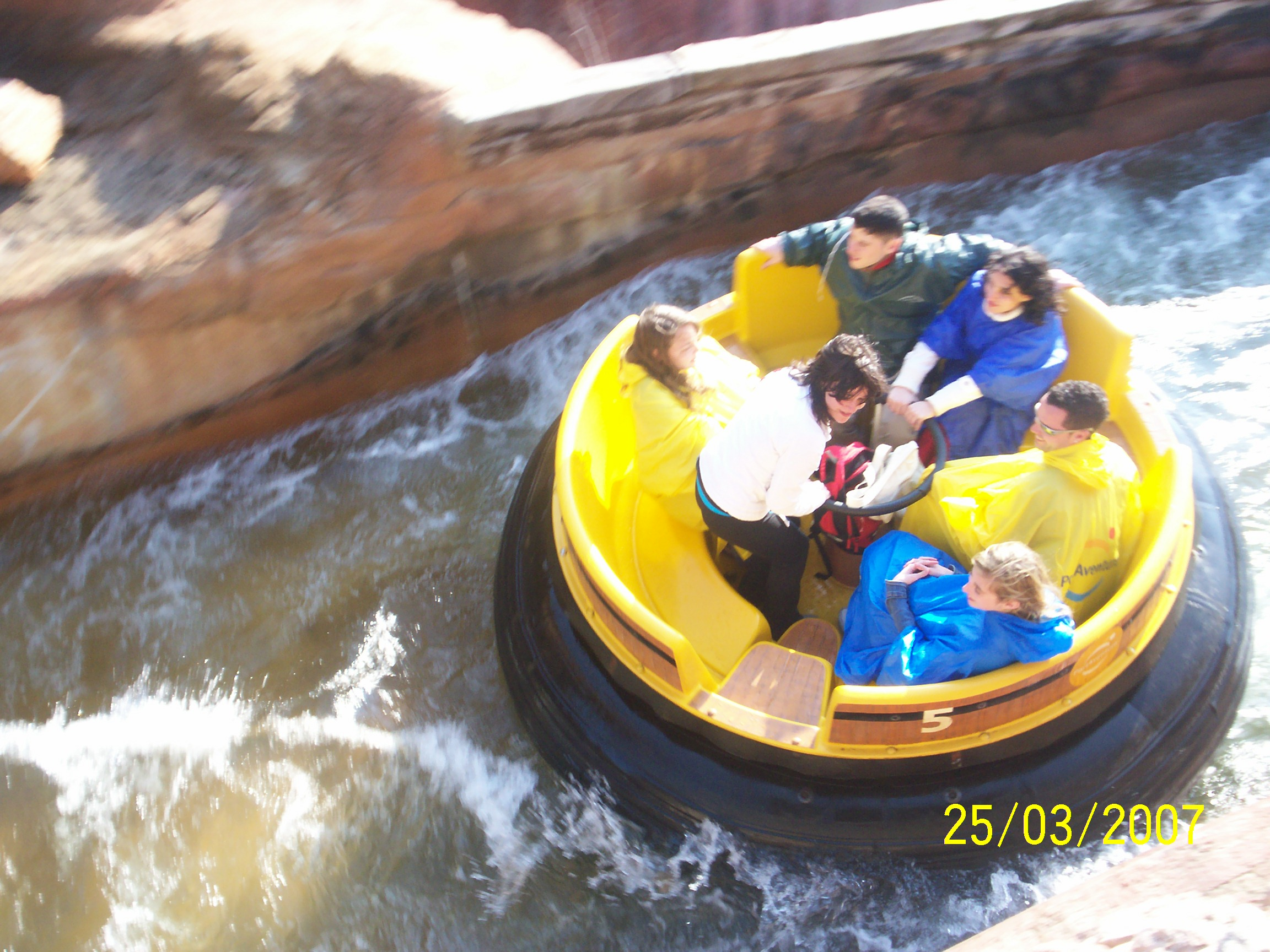
Foto de l'atracció en marxa des dels miradors.
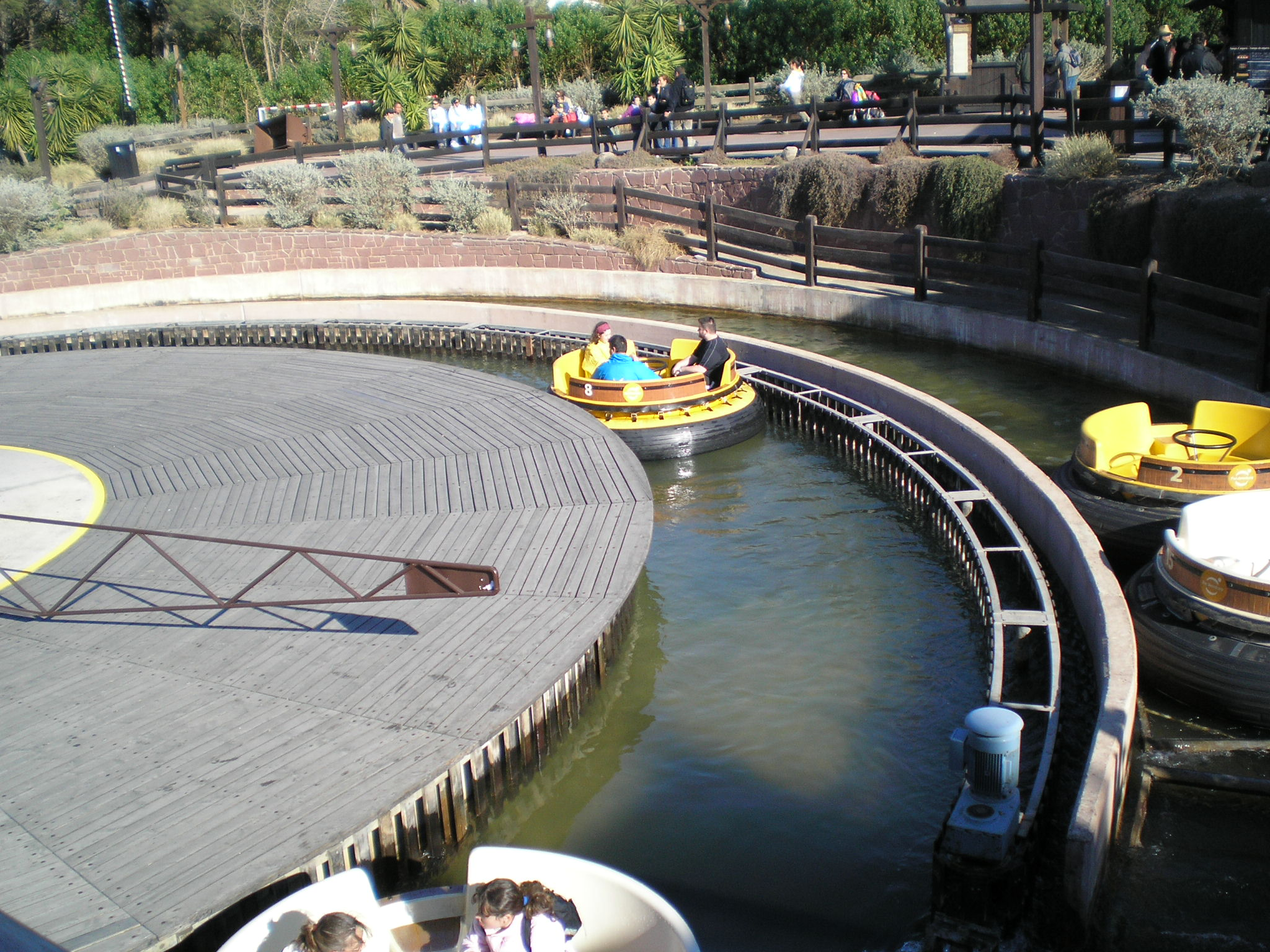
Zona de càrrega i descàrrega de passetgers.